# Mildred Thompson
Mildred Jean Thompson (* 12. März 1936 in Jacksonville, Florida; † 1. September 2003 in Atlanta, Georgia) war eine US-amerikanische Bildende Künstlerin. Ihr Werk umfasst Malerei und Skulptur, Druckgrafik, Musikkompositionen und Holzarbeiten.

## Leben und Werk

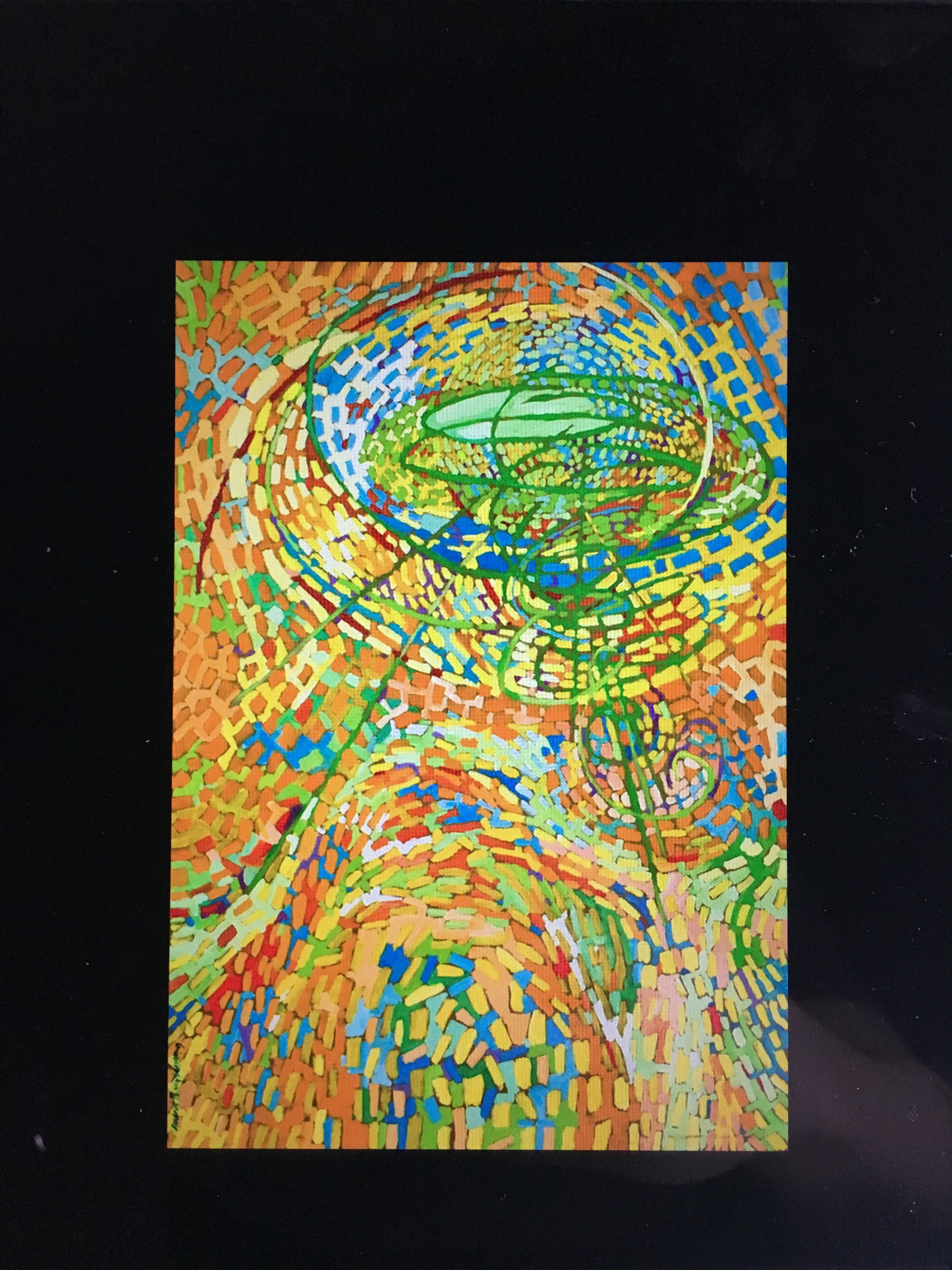
Becoming. Ölgemälde, 1958

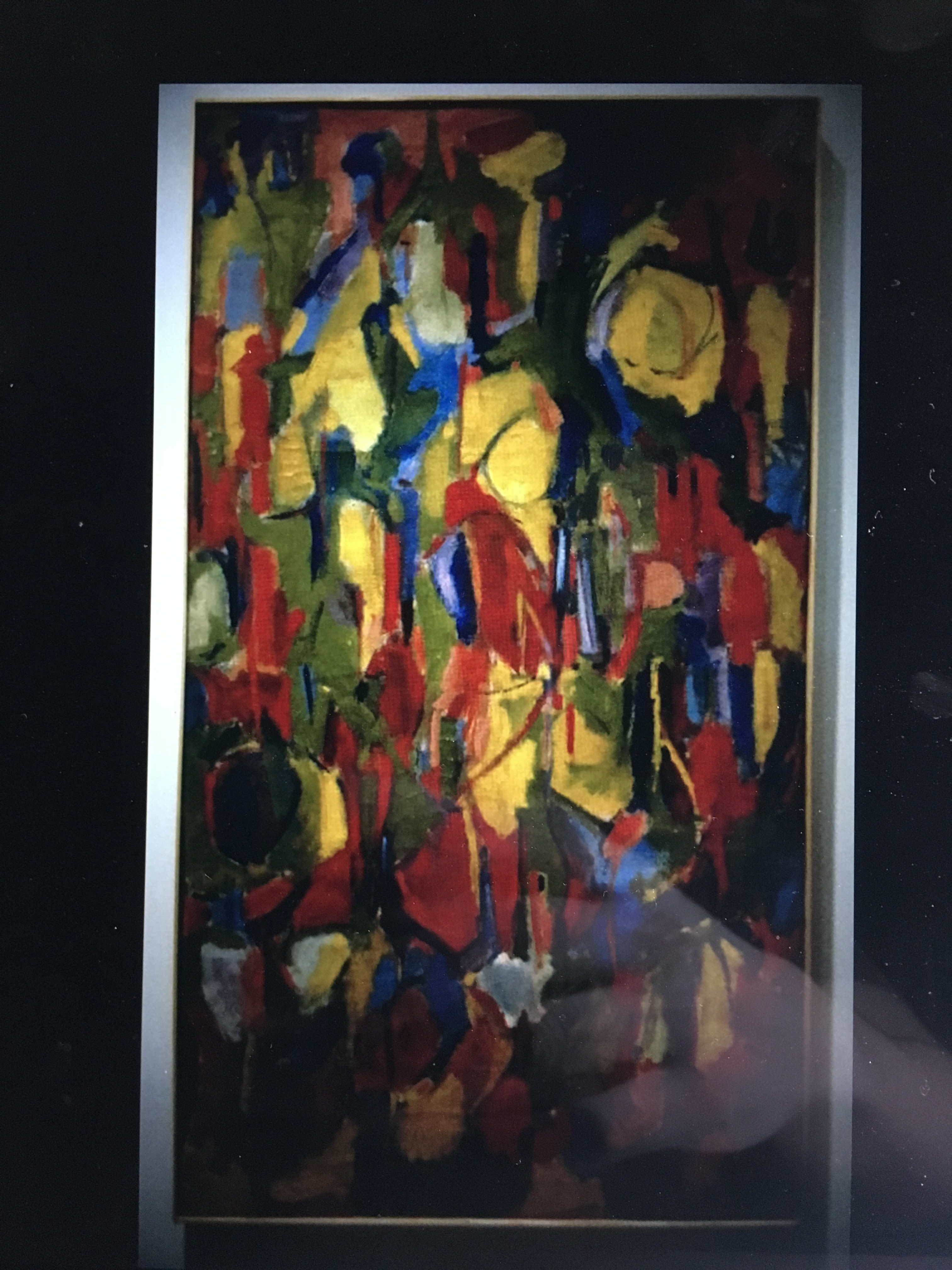
Becoming. Ölgemälde, 1958

Thompson studierte an der Howard University in Washington, D.C. bei James A. Porter und erwarb 1957 ihren Bachelor of Arts. Sie besuchte außerdem 1956 die Skowhegan School Of Painting & Sculpture in Maine und erhielt ein Max-Beckmann-Stipendium für ein Studium an der Brooklyn Museum School (1957–1958). Von 1958 bis 1961 studierte sie bei Paul Wunderlich, Emil Schumacher und Horst Janssen an der Hochschule für bildende Künste Hamburg, wo sie verschiedene Drucktechniken erlernte. 1959 nahm sie an einem Kunstaufenthalt im Rocca Sinibalda in Italien teil und wurde 1961 und 1962 auch für den MacDowell Colony-Aufenthalt in New Hampshire ausgewählt.
Während ihres Aufenthalts in New York City in den frühen 1960er Jahren wurden Thompsons Werke vom Museum of Modern Art und dem Brooklyn Museum erworben. Aufgrund zunehmender Diskriminierung kehrte sie 1963 nach Deutschland zurück. Sie lebte, arbeitete und lehrte Kunst und Kunstgeschichte in Düren. 1965 unterrichtete sie bei den Ursulinen in Düren als Kunstlehrerin. Sie richtete sich ein Atelier ein und widmete sich dem Umgang mit Holz neben der Anfertigung von Ölgemälden, Arbeiten auf Papier und Radierungen.
1974 erhielt Thompson ein Stipendium des National Endowment for the Arts und arbeitete als Artist-in-Residence in Tampa. 1977 kehrte sie als Artist-in-Residence an die Howard University nach Washington, D.C. zurück. Dort lernte sie 1979 einen französischen Filmemacher kennen und schloss sich seinem Team als Fotografin an. Sie reiste mit dem Team nach Paris, wo sie abstrakt zu malen begann, beginnend mit ihrer Serie Rebirth of Life.
1986 beendete sie ihr jahrelanges selbst auferlegtes Exil in Europa und lebte dauerhaft in den USA. Sie nahm eine Stelle als Artist-in-Residence am Spelman College in Atlanta an. Von 1990 bis 2000 unterrichtete sie am Atlanta College of Art und war zeitgleich auch Associate Editor bei dem Kunstmagazin ART PAPERS. Sie trat mit ihrer Partnerin Donna Jackson unter dem Namen WedoBLUES auf.
Neben ihrer künstlerischen Tätigkeit erkundete Thompson auch kreative Wege als Schriftstellerin, Dichterin und Musikerin.
Thompson starb 2003 im Alter von 67 Jahren in Atlanta.
Ihre Werke sind in zahlreichen öffentlichen Sammlungen und Privatsammlungen in Europa und den USA zu finden, darunter in den afroamerikanischen Kunstsammlungen von Larry und Brenda Thompson und der Mott-Warsh Collection.
2017 gab die Galerie Lelong & Co. in New York City bekannt, dass sie Thompsons Nachlass vertritt. Dies ist Thompsons erste formelle Beziehung zu einer Galerie.
Ihre Künstlerakten befinden sich in der Bibliothek der Smithsonian American Art and Portrait Gallery.

## Auszeichnungen
- 1956: Artist-in-Residence, Skowhegan School Of Painting & Sculpture, Skowhegan, Maine
- 1979: Hereward Lester Cooke Mid-Career Grant
- 1989: Artist Award, Georgia Business Comission for the Arts
- 1981: Mid-career Grant, D.C. Council for the Arts and Humanities
- 1997: Georgia State Governor’s Award

## Ausstellungen (Auswahl)

### Einzelausstellungen
- 1959: Galerie Sander, Hamburg
- 1960: Galerie Sander, Hamburg
- 1964: Kunsttruhe, Düren
- 1965: Kunsttruhe, Düren
- 1968: Kline Galerie, Aachen
- 1968: Ferbes, Düren
- 1969: Mildred Thompson: der mensch, Galerie Bodo Glaub, Köln
- 1973: The Gas Mask, Neue Galerie—Sammlung Ludwig, Aachen
- 1974: Mildred Thompson: Zeichnungen und Radierungen, Galerie Kunsthäusle, Singen
- 2015: Creating Matter: The Prints of Mildred Thompson, Michael C. Carlos Museum of Art, Atlanta
- 2016: Mildred Thompson: Resonance, SCAD Museum of Art, Atlanta
- 2018: Mildred Thompson: Radiation Explorations and Magnetic Fields, Galerie Lelong & Co., New York City
- 2019: Mildred Thompson: The Atlanta Years, 1986-2003, Spelman College Museum of Fine Art, Atlanta
- 2021: Mildred Thompson: Helio Centric, John W. Bardo Fine Arts Center, Western Carolina University, Cullowhee, North Carolina
- 2022: Mildred Thompson: Cosmic Flow, New Britain Museum of American Art, New Britain, Connecticut
- 2023: Mildred Thompson: L'Appel de la Lumière , Galerie Lelong & Co., Paris

### Gruppenausstellungen
- 1958: Art USA, Madison Square Garden, New York City
- 1961: African-American Printmaking, 1838 to the Present, Howard University Gallery of Art
- 1961: New Vistas in American Art, Howard University Gallery of Art
- 1978: 8th Annual Faculty Exhibition, Howard University Gallery of Art
- 1979: Artists' files for exhibition of African-American women artists, 1969-1978, Archives of American Art, Smithsonian Institution
- 1992: Free Within Ourselves: African-American Artists in the Collection of the National Museum of American Art, National Museum of American Art
- 2005: A Proud Continuum: Eight Decades of Art at Howard University, Howard University Gallery of Art
- 2007: Masterpieces of African American Art: An African American Perspective, M. Hanks Gallery, Santa Monica
- 2009: Transformative Visions 2009, Studio One Art Center, San Francisco
- 2010: For Colored Girls Only, Joyce Gordon Gallery, Oakland
- 2018: We Don’t Need Another Hero, Berlin Biennale für zeitgenössische Kunst, Berlin
- 2023: Spectrum: On Color & Contemporary Art, Museum of the African Diaspora, San Francisco

## Sammlungen
- American Federation of Arts, New York City
- The Birmingham Museum of Art, Birmingham
- Brooklyn Museum, New York City
- Clark Atlanta University, Atlanta
- The Coca Cola Company, Atlanta
- Columbus Museum, Columbus
- Cummer Museum, Jacksonville
- Fisk University, Nashville
- Georgia Museum of Art, Athens, Georgia
- Howard University, Washington, D.C.
- Jule Collins Smith Museum of Fine Art, Auburn University, Alabama
- Leopold Hoesch Museum, Düren
- Mott Warsh Collection, Flint, Michigan
- Museum of Fine Arts, Houston, Texas
- Museum of Fine Arts, St. Petersburg, Florida
- The Museum of Modern Art (MoMA), New York City
- The National Museum of Women in the Arts, Washington, D.C.
- New Orleans Museum of Art, New Orleans
- Smithsonian American Art Museum, Washington, D.C.
- Stadt Museum, Hamburg
- The Telfair Museum of Art, Savannah, Georgia
- Virginia Museum of Fine Arts, Richmond (Virginia)